# Lucas Parodi
Lucas Joaquín Parodi Cuello (Villa Allende, 30 novembre 1990) è un calciatore argentino, centrocampista dell'Alvear FBC.

## Caratteristiche tecniche
Nasce come centrocampista centrale anche se all'occorrenza viene schierato sulle fasce, soprattutto sulla destra; è dotato di una buona tecnica, abile negli inserimenti per fornire assist ai suoi compagni di squadra. Calcisticamente si ispira al suo connazionale Mario Bolatti.

## Carriera

### Club
Inizia la sua carriera calcistica nel 1997, quando Lucas entra a fare parte del settore giovanile del Belgrano, dopo aver superato un provino. Dopo aver compiuto tutta la trafila nelle giovanili, Parodi debutta in prima squadra il 4 febbraio 2011 contro il San Martín (SJ) durante un match di Primera B Nacional. Il 26 marzo dello stesso anno, sigla il suo primo gol in carriera in occasione del match giocato contro il Dep. Merlo. Il 9 aprile, durante il match di campionato contro l'Independiente Rivadavia.